# ウルフ賞数学部門
ウルフ賞数学部門（ウルフしょうすうがくぶもん）は、ウルフ賞の一部門であり、優れた業績を上げた数学者に与えられる賞である。

## 受賞者の一覧
| 受賞年       | 名前                                                    | 国籍                             |
| ------------ | ------------------------------------------------------- | -------------------------------- |
| 1978年       | イズライル・ゲルファント (Izrail M. Gelfand)            | ロシア                           |
| 1978年       | カール・ジーゲル (Carl L. Siegel)                       | ドイツ                           |
| 1979年       | ジャン・ルレイ (Jean Leray)                             | フランス                         |
| 1979年       | アンドレ・ヴェイユ (André Weil)                         | フランス                         |
| 1980年       | アンリ・カルタン (Henri Cartan)                         | フランス                         |
| 1980年       | アンドレイ・コルモゴロフ (Andrei Kolmogorov)            | ロシア                           |
| 1981年       | ラース・アールフォース (Lars Ahlfors)                   | フィンランド                     |
| 1981年       | オスカー・ザリスキ (Oscar Zariski)                      | アメリカ合衆国                   |
| 1982年       | ハスラー・ホイットニー (Hassler Whitney)                | アメリカ合衆国                   |
| 1982年       | マルク・クレイン (Mark Grigoryevich Krein)              | ウクライナ                       |
| 1983・1984年 | 陳省身 (Shiing S. Chern)                                | アメリカ合衆国                   |
| 1983・1984年 | ポール・エルデシュ (Paul Erdös)                         | ハンガリー                       |
| 1984・1985年 | 小平邦彦 (Kunihiko Kodaira)                             | 日本                             |
| 1984・1985年 | ハンス・レヴィー (Hans Lewy)                            | ドイツ                           |
| 1986年       | サミュエル・アイレンベルグ (Samuel Eilenberg)           | ポーランド                       |
| 1986年       | アトル・セルバーグ (Atle Selberg )                      | ノルウェー                       |
| 1987年       | 伊藤清 (Kiyoshi Ito)                                    | 日本                             |
| 1987年       | ピーター・ラックス (Peter Lax)                          | ハンガリー                       |
| 1988年       | フリードリッヒ・ヒルツェブルフ (Friedrich Hirzebruch)   | ドイツ                           |
| 1988年       | ラース・ヘルマンダー (Lars Hörmander)                   | スウェーデン                     |
| 1989年       | アルベルト・カルデロン (Alberto Calderón)               | アルゼンチン                     |
| 1989年       | ジョン・ウィラード・ミルナー (John Milnor)              | アメリカ合衆国                   |
| 1990年       | エンニオ・デ・ジョルジ (Ennio de Giorgi)                | イタリア                         |
| 1990年       | イリヤ・ピアテスキー・シャピロ (Ilya Piatetski-Shapiro) | ロシア                           |
| 1991年       | 受賞者なし                                              | 受賞者なし                       |
| 1992年       | レンナルト・カルレソン (Lennart Carleson)               | スウェーデン                     |
| 1992年       | ジョン・トンプソン (John G. Thompson)                   | アメリカ合衆国                   |
| 1993年       | ミハイル・グロモフ (Mikhail Gromov)                     | フランス                         |
| 1993年       | ジャック・ティッツ (Jacques Tits)                       | ベルギー                         |
| 1994・1995年 | ユルゲン・モーザー (Jurgen Moser)                       | ドイツ                           |
| 1995・1996年 | ロバート・ラングランズ (Robert Langlands)               | カナダ                           |
| 1995・1996年 | アンドリュー・ワイルズ (Andrew Wiles)                   | イギリス                         |
| 1996・1997年 | ジョセフ・ケラー (Joseph B. Keller)                     | アメリカ合衆国                   |
| 1996・1997年 | ヤコフ・シナイ (Yakov G. Sinai)                         | ロシア                           |
| 1998年       | 受賞者なし                                              | 受賞者なし                       |
| 1999年       | ラースロー・ロヴァース (Laszlo Lovasz)                  | ハンガリー                       |
| 1999年       | エリアス・スタイン (Elias M. Stein)                     | ベルギー                         |
| 2000年       | ラエル・ボット (Raoul Bott)                             | ハンガリー                       |
| 2000年       | ジャン＝ピエール・セール (Jean-Pierre Serre)            | フランス                         |
| 2001年       | ウラジーミル・アーノルド (Vladimir Arnold)              | ロシア                           |
| 2001年       | サハロン・シェラハ (Saharon Shelah)                     | イスラエル                       |
| 2002・2003年 | 佐藤幹夫 (Mikio Sato)                                   | 日本                             |
| 2002・2003年 | ジョン・テイト (John Tate)                              | アメリカ合衆国                   |
| 2004年       | 受賞者なし                                              | 受賞者なし                       |
| 2005年       | グレゴリー・マルグリス (Gregory A. Margulis)            | ロシア                           |
| 2005年       | セルゲイ・ノヴィコフ (Sergei P. Novikov)                | ロシア                           |
| 2006・2007年 | スティーヴン・スメイル (Stephen Smale)                  | アメリカ合衆国                   |
| 2006・2007年 | ヒレル・ファステンバーグ (Hillel Furstenberg)           | アメリカ合衆国/ イスラエル       |
| 2008年       | ピエール・ドリーニュ (Pierre R. Deligné)                | ベルギー                         |
| 2008年       | フィリップ・グリフィス (Phillip A. Griffiths)           | アメリカ合衆国                   |
| 2008年       | デヴィッド・マンフォード (David B. Mumford)             | アメリカ合衆国                   |
| 2009年       | 受賞者なし                                              | 受賞者なし                       |
| 2010年       | 丘成桐 (Shing-Tung Yau)                                 | アメリカ合衆国                   |
| 2010年       | デニス・サリヴァン (Dennis Sullivan)                    | アメリカ合衆国                   |
| 2011年       | 受賞者なし                                              | 受賞者なし                       |
| 2012年       | ミハエル・アッシュバッハー (Michael Aschbacher)         | アメリカ合衆国                   |
| 2012年       | ルイス・カッファレッリ (Luis Caffarelli)                | アルゼンチン/ アメリカ合衆国     |
| 2013年       | ジョージ・モストウ (George Mostow)                      | アメリカ合衆国                   |
| 2013年       | ミハイル・アルティン (Michael Artin)                    | アメリカ合衆国                   |
| 2014年       | ピーター・サルナック (Peter Sarnak)                     | 南アフリカ共和国/ アメリカ合衆国 |
| 2015年       | ジェームズ・アーサー (James Arthur)                     | カナダ                           |
| 2016年       | 受賞者なし                                              | 受賞者なし                       |
| 2017年       | リチャード・シェーン (Richard Schoen)                   | アメリカ合衆国                   |
| 2017年       | チャールズ・フェファーマン (Charles Fefferman)          | アメリカ合衆国                   |
| 2018年       | アレクサンダー・ベイリンソン (Alexander Beilinson)      | ロシア/ アメリカ合衆国           |
| 2018年       | ウラジーミル・ドリンフェルト (Vladimir Drinfeld)        | ウクライナ/ アメリカ合衆国       |
| 2019年       | ジャン＝フランソワ・ル・ギャル (Jean-Francois Le Gall)  | フランス                         |
| 2019年       | グレゴリー・ローラー (Gregory Lawler)                   | アメリカ合衆国                   |
| 2020年       | ヤコフ・エリアシュバーグ (Jacob Eliashberg)             | アメリカ合衆国                   |
| 2020年       | サイモン・ドナルドソン (Simon Donaldson)                | アメリカ合衆国                   |
| 2021年       | 受賞者なし                                              | 受賞者なし                       |
| 2022年       | ジョージ・ルスティック (George Lusztig)                 | アメリカ合衆国                   |
| 2023年       | イングリッド・ドブシー (Ingrid Daubechies)              | アメリカ合衆国                   |
| 2024年       | アディ・シャミア (Adi Shamir)                           | イスラエル                       |
| 2024年       | ノガ・アロン (Noga Alon)                                | イスラエル                       |
| 2025年       | 受賞者なし                                              | 受賞者なし                       |